# Barnevogn
En barnevogn er et transportmiddel til babyer. De fleste barnevogne består af selve kassen, en mindre, løs lift samt et understel. Delene kan typisk skilles fra hinanden og understellet foldes sammen, så barnevognen nemmere kan transporteres i en bil. Barnevogne kan fås med mere eller mindre udstyr, med luftfyldte gummihjul, indkøbsnet, regnslag, insektnet, pusletaske osv.
Barnevogne skal leve op til en europæisk standard fra 2003 kaldet DS/EN 1888. Den skal sikre, at der ikke kan ske ulykker. Vognen skal f.eks. være udstyret med bremser, og den må ikke kunne tippe eller klappe sammen, når barnet er i den. Der må ikke være steder, hvor barnet kan få hovedet eller fingrene i klemme, og der må ikke være lange stropper, der kan kvæle barnet eller små løsdele, der kan gå af, så barnet kan sluge dem. Når barnet bliver stort nok til, at det kan sætte sig op, kan der i de fleste barnevogne monteres en sele, der kan sikre, at barnet ikke falder ud.

## I Danmark
I Danmark og de øvrige nordiske lande er det skik, at babyer sover middagssøvn udendørs i deres barnevogne. At mændene kører med barnevogn var tidligere også noget særligt dansk eller nordisk, men er i dag ganske almindeligt i flere vestlige lande.